# Myrmothera fulviventris
El tororoí ventricanela ecuatoriano (Myrmothera fulviventris), también denominado tororoi loriblanca (en Ecuador), tororoi buchicanelo (en Colombia), tororoi de lores blancas (en Perú) o chululú de ojos blancos es una especie de ave paseriforme de la familia Grallariidae, perteneciente al género Myrmothera, anteriormente incluido en el género Hylopezus y también en la familia Formicariidae. Es nativo de la alta cuenca del Amazonas noroccidental en América del Sur.

## Distribución y hábitat
Se distribuye en el sureste de Colombia, oriente de Ecuador y nororiente de Perú.
Esta especie es considerada poco común en su hábitat natural: los matorrales densos y los bordes de selvas húmedas, a menos de 750 m de altitud.

## Descripción
Mide 14,5 cm de longitud. El plumaje de las partes superiores es de color oliva, gris pizarra en la nuca y la cabeza, con lores blancos y un pequeño triángulo posocular blanco; los flancos son de color ante; la garganta y las partes inferiores son blancas, con rayas oscuras sobre el pecho y los flancos.

## Sistemática

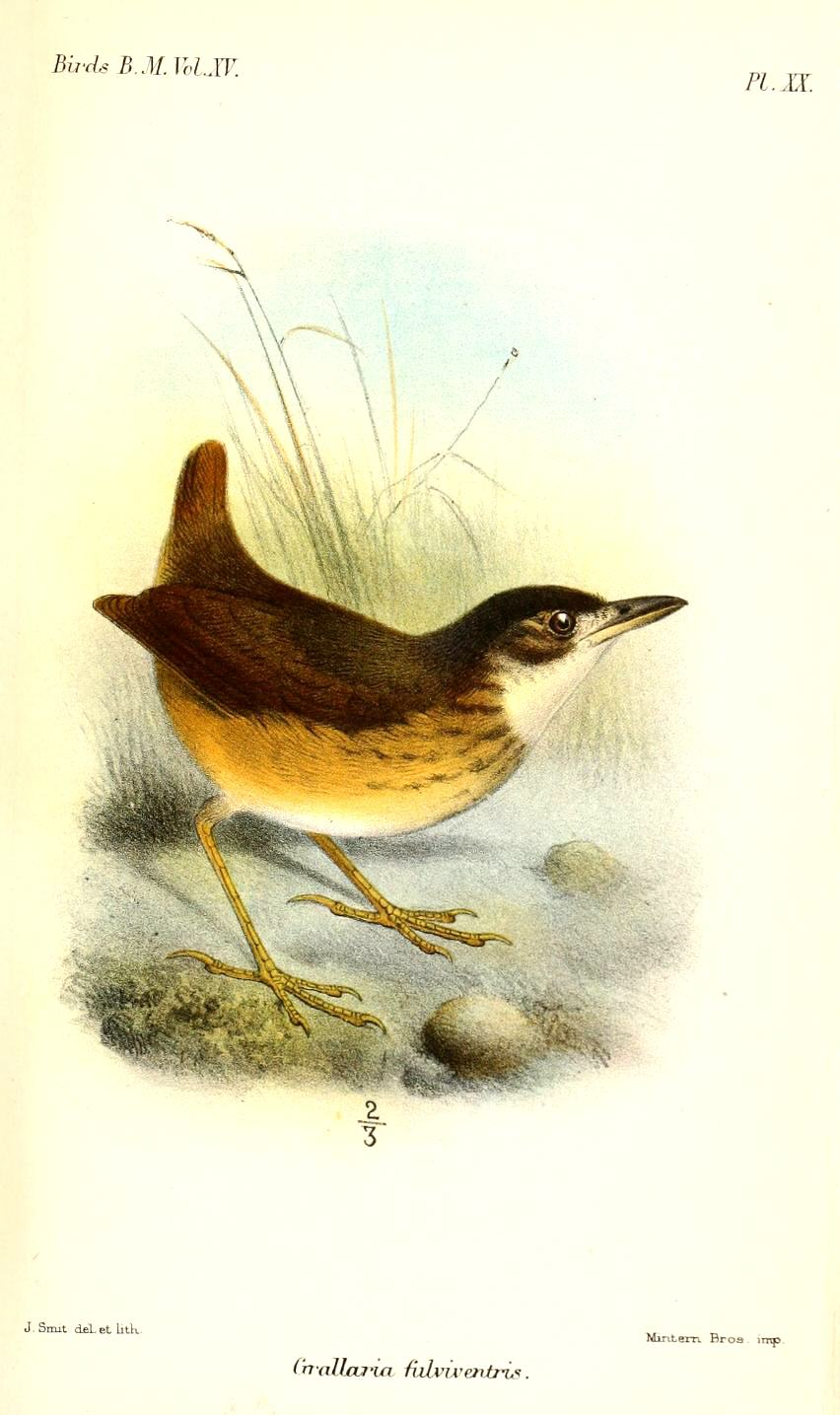
Grallaria fulviventris; ilustración de Smit, en Catalogue of the birds in the British Museum, 1890.

### Descripción original
La especie M. fulviventris fue descrita por primera vez por el zoólogo británico Philip Lutley Sclater en 1858 bajo el nombre científico Grallaria fulviventris; la localidad tipo es «Río Napo, Ecuador».

### Etimología
El nombre genérico femenino «Myrmothera» se compone de las palabras del griego «murmos» que significa ‘hormiga’, y «thēras» que significa ‘cazador’; y el nombre de la especie «fulviventris», se compone de las palabras del latín «fulvus» que significa ‘leonado’, y «venter, ventris» que significa ‘vientre’.

### Taxonomía
Anteriormente fue considerada conespecífica con Myrmothera dives, pero difieren en vocalización y plumaje. Posiblemente sea conespecífica con Myrmothera berlepschi, cujas vocalizaciones son similares.
Un amplio estudio de filogenia molecular de Carneiro et al. (2019) de los tororoíes de los géneros Hylopezus y Myrmothera indicó que Hylopezus, como definido, era parafilético con respecto a Myrmothera y a Grallaricula. Específicamente, la presente especie, Hylopezus dives, H. berlepschi y las especies colocadas en Myrmothera forman un clado bien soportado, que es hermano de otro clado formado por todas las especies remanentes de Hylopezus con excepción de Hylopezus nattereri. Por lo tanto, se propuso la transferencia de las tres especies para el género Myrmothera. Esta transferencia fue aprobada en la Propuesta no 832 parte B al Comité de Clasificación de Sudamérica (SACC).

### Subespecies
Según las clasificaciones del Congreso Ornitológico Internacional (IOC) y  Clements Checklist/eBird, se reconocen dos subespecies, con su correspondiente distribución geográfica:
- Myrmothera fulviventris caquetae Chapman, 1923 – oeste de Caquetá, en el sureste de Colombia.
- Myrmothera fulviventris fulviventris (Sclater, 1858) – este de Ecuador y norte de Perú (hacia el sur hasta el bajo río Cenepa e Iquitos).